# ブルータス、お前もか

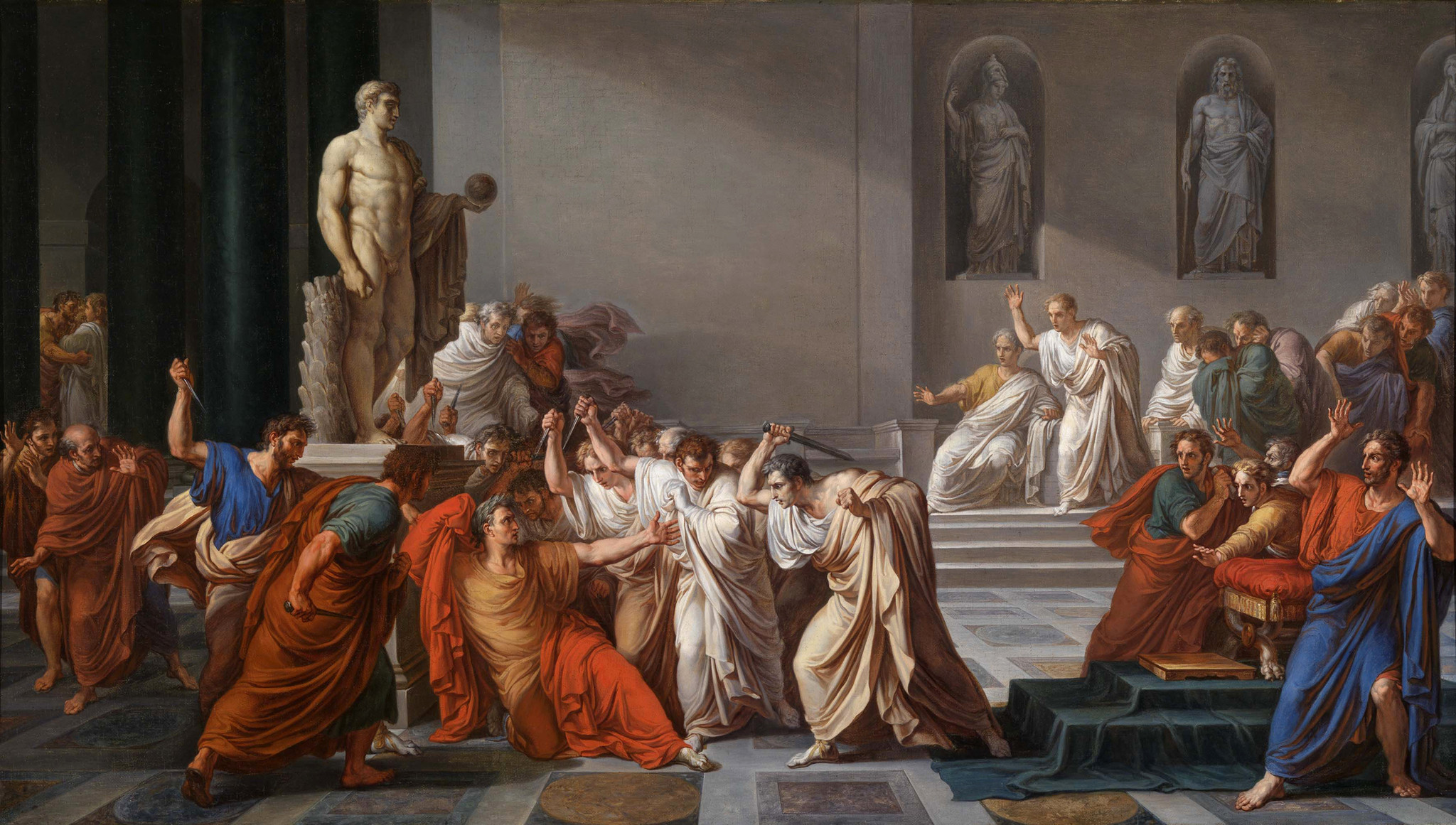
「カエサルの死」（ヴィンチェンツォ・カムッチーニ）

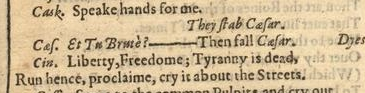

「ブルータス、お前もか？（ラテン語: Et tu, Brute?/Et tū, Brūte?）」は、信頼していた者の裏切りを表現する、ラテン語の詩的な格言。
シェイクスピアの戯曲『ジュリアス・シーザー』の中で共和政ローマ末期の独裁官ガイウス・ユリウス・カエサルが反対派に暗殺された際、寵愛していた元老院議員マルクス・ユニウス・ブルトゥス（父と区別して小ブルトゥス、英語読みでブルータスとも）の姿を暗殺犯の中に認めた際に叫んだ言葉であり、ガイウス・スエトニウス・トランクィッルスが『皇帝伝』に記した"tu quoque, fili mi" （息子よ、お前までが）という言葉が元になっているとされる。
日本語訳には「ブルトゥスよ。お前もか」、「お前までか、ブルトゥス」、「そしてお前もか、ブルトゥス」、「お前もなのか、ブルトゥス」、「汝もか、ブルトゥス」、「そして汝もか、ブルトゥス」など様々な訳が見られる。

## 概要
紀元前44年3月15日、独裁官ガイウス・ユリウス・カエサルは自らの古い友人であり、腹心でもあった元法務官・元老院議員マルクス・ユニウス・ブルトゥスや、部下でブルトゥスの従兄弟デキムス・ユニウス・ブルトゥス・アルビヌス、かつての敵だったガイウス・カッシウス・ロンギヌスら閥族派によって暗殺された。カエサルは暗殺の際にブルトゥスの姿を認めるとひどく落胆し、トーガで自身の体を覆う仕草を見せて "Et tu, Brute?" と呟いたという。
カエサルがブルトゥスへの揶揄を呟いたという伝承自体はシェイクスピアの史劇以前から存在し、一から完全に創作した場面ではない。最も古い伝承では帝政ローマ初期の歴史家スエトニウスの『皇帝伝』（LXXXII）があり、古代ギリシャ語で「息子よ、お前もか？」"καὶ σὺ, τέκνον;"（Kaì sỳ téknon?/カイ・スュ・テクノン）と書かれている。カエサルに限らず教養ある古代ローマ人は古代ギリシャ語を流暢に話したと伝えられることから、こう言い残したとしてもさほどの不自然さはない。
シェイクスピアは『ジュリアス・シーザー』にこの伝承を取り入れる際、「ブルータス、お前もか？　もはやシーザーもここまでか！」（Et tu, Brute? Then fall, Caesar!）という言い回しを用いた。この影響で、西洋では"Et tu, Brute?" が親しい者からの裏切りを意図する格言として定着した。なお、シェイクスピアは同作以外にも似た場面と台詞を使用している。

## 解釈
古くから史実かどうかについて、歴史学者の間でローマ時代から議論が行われている。プルタルコスは「カエサルはブルトゥスの姿を見ると、トーガで身を覆う仕草を見せた」と伝えており、動揺を示しつつも言葉でなく仕草で現したと主張している。スエトニウスに至っては「カエサルは言葉を残す暇もなく、刺されて死んだ」と伝えている。
仮に "Et tu, Brute?" 、正確にはその源となった "καὶ σὺ, τέκνον;" が史実であるとした場合、「息子」という単語をどのように解釈するかが議論となる。カエサルは後に大甥で養子のガイウス・オクタウィウス・トゥリヌスに謀殺されたカエサリオンを除いて息子はなく、他に子供はポンペイウスの妻であったユリアの一女のみである。したがってこれは、当時からカエサル落胤説が囁かれるほどに寵愛されていたブルトゥスに対する言葉と考えられている。
もう一つの説としては、古代ギリシャの格言を引用したのではないかとする論がある。『ジュリアス・シーザー』の台詞も "Et tu, Brute?" だけが広がり "Then fall, Caesar!" があまり広がっていないのと同じように、"καὶ σὺ, τέκνον;" も部分を抜き出しただけなのではないかとする論者もいる。この論に立つ場合、「息子よ、お前も私と同じ末路を辿るだろう」（ブルトゥスが元老院で失脚することへの予測）であったと主張される。他に「次はお前の番だ」（Your turn next）とする説、「先に向こうで待つぞ、若造！」（To hell with you too, lad!）とする説など多様であるが、無言で死んだとするスエトニウスも自らが聞いた説として "tu quoque, fili mi" （息子よ、お前までが）を書き残している。
これは18世紀のラテン語の教本である "De Viris Illustribus" などに引用されており、現代に影響を残した。フランス、イタリア、スペインなどロマンス語諸国では、"et tu, Brute" より "tu quoque, mi fili" もしくは "tu quoque, Brute, fili mi" を使う事が多い。